# غورنيي (مقاطعة ساراتوف)
غورنيي (بالروسية: Горный) هي مدينة في مقاطعة ساراتوف أوبلاست في روسيا. يبلغ عدد سكانها حوالي 6159 نسمة.